# عناقيد (مسلسل)
عناقيد هي سلسلة أفلام قصيرة تدور في إطار درامي متنوع، وتتناول في كل حلقة قصة مختلفة.

## أحداث العمل
سلسلة أفلام «عناقيد، عبارة عن مجموعة أفلام تلفزيونية، كل أسبوع يقدم فيلم يختلف عن الآخر، وهو من إنتاج شركة الصدف». وعددها 25 فيلماً تلفزيونياً، وهو من إخراج تامر بسيوني وهند الفهاد.

## الممثلون
- إلهام علي
- ميلا الزهراني
- نغم المالكي
- خالد صقر
- مريم الغامدي
- فيصل العمري
- هند محمد
- فارس الخالدي
- محمد القس
- إيمان الغربي
- شمعة محمد
- ريما العلي
- شبيب آل خليفة
- أسماء الفهد

وغيرهم